# تارتسه
تارتسه (به لهستانی:  Tarce) یک روستا در لهستان است که در گمینا یاروچین (استان لهستان بزرگ‌تر) واقع شده‌است.